# Déforestation en Inde

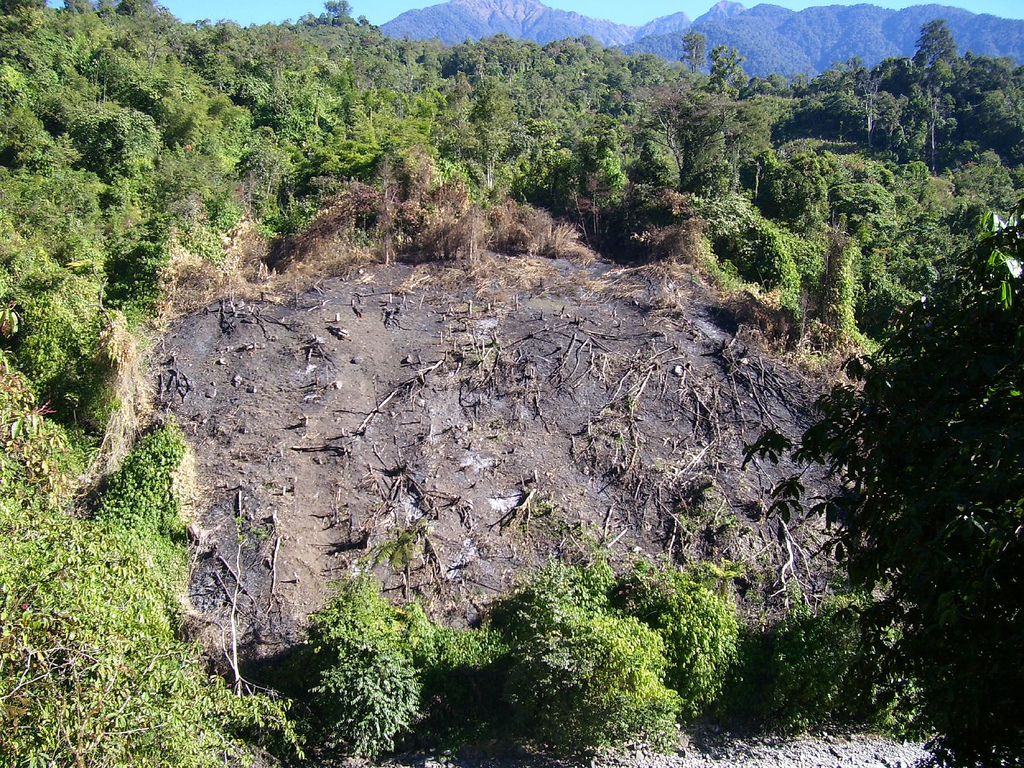
Effets de la déforestation dans le nord-est de l'Inde

La déforestation en Inde est l'ensemble des processus qui ont conduit à la régression de la forêt en Inde, qui a vu sa superficie réduite de près de moitié par rapport à la végétation d'origine. Cependant à la suite d'une prise de conscience récente, des programmes de reboisement ont été mis en place.

## Historique

Taux de couverture des forêts en Inde en 2010

À l'origine, l'Inde était presque entièrement couverte de forêts, passant de 6 milliards d'hectares à moins de 3,5 milliards de nos jours.
Les colonisateurs portugais avec la conquête de Goa se servaient abondamment du bois de teck pour la construction navale. Par la suite la colonisation britannique a contribué à la surexploitation de la forêt indienne. Le Indian Forest Service est créé en 1866, les Indian Forest Act sont édictés en 1878.
Après une diminution de près de la moitié de la surface et des mesures de préservation et de reboisement, la forêt représente à présent environ 20 % de la superficie totale du pays. Des efforts particuliers ont été réalisés à partir des années 2000, et le taux est repassé de 19 à 21 % en une dizaine d'années.

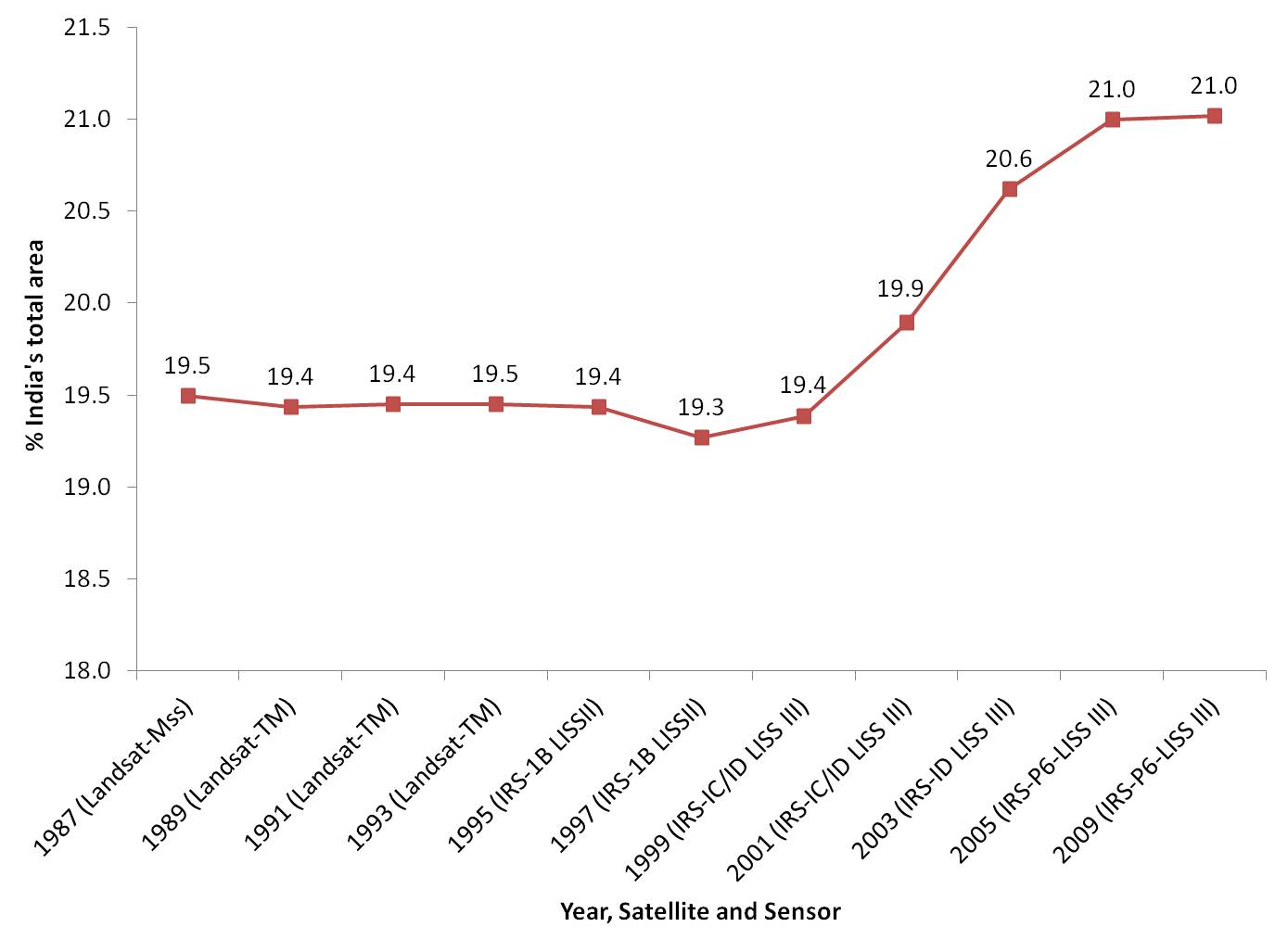
Évolution du taux d'occupation de la forêt en Inde entre 1987 et 2009

## Causes et conséquences
L'industrialisation est une des causes de la déforestation en Inde. Les traditions ancestrales, la culture indienne et les rites sacrés accordaient pourtant un respect de la nature et des forêts en particulier, mais la pression démographique, les besoins de l'agriculture et de l'industrie ont le plus souvent repris le dessus.
Des éléments emblématiques comme la préservation du tigre ont contribué à sensibiliser les populations à l'importance de la forêt.
Les inondations de 2013 ont provoqué des glissements de terrain meurtriers, et ont ravivé la polémique concernant l'importance de la préservation des forêts.
Des arbres de grande valeur comme le bois de rose ou le teck ont quasiment disparu de certaines régions, et le bois de santal est fortement menacé à cause de l'exploitation illégale.
Les conséquences de la déforestation sur la mousson ne sont pas encore bien connus, mais des études et simulations montrent un changement sur la circulation de l'atmosphère, un décalage de la mousson, et des périodes de sécheresse accrues en Inde.

## Programmes de reboisement
Le gouvernement et différentes organisations ont mis en place des programmes de reboisement,. Des millions d'arbres sont replantés, par exemple dans la région aride du Tamil Nadu au sud-est de l'Inde.
Ces programmes sont toutefois considérés avec scepticisme par les scientifiques, le reboisement ne permettant pas de compenser la disparition progressive des forêts primaires.